# 拉卡尼亞達 (聖地亞哥-德爾埃斯特羅省)
拉卡尼亞達（西班牙語：La Cañada），是阿根廷的城鎮，位於該國北部聖地亞哥-德爾埃斯特羅省，是菲格羅阿縣的首府，海拔高度162米，該地區的地震活動頻繁和低強度，2010年人口1,696。
27°42′32″S 63°46′25″W / 27.70889°S 63.77361°W